# Nornik wschodni
Nornik wschodni (Alexandromys fortis) – gatunek ssaka z podrodziny karczowników (Arvicolinae) w obrębie rodziny chomikowatych (Cricetidae), występujący we wschodniej Azji.

## Zasięg występowania
Nornik wschodni występuje we wschodniej Azji zamieszkując w zależności od podgatunku:
- A. fortis fortis – tereny wzdłuż wielkiego zakola rzeki Huang He w Chińskiej Republice Ludowej (południowe części Mongolii Wewnętrznej, Ningxia, Shaanxi, południowo-wschodnie Gansu i północno-wschodni Syczuan).
- A. fortis calamorum – środkowa i dolna część dorzecza rzeki Jangcy w południowej i wschodniej Chińskiej Republice Ludowej.
- A. fortis dolichocephalus – północno-wschodnia Chińska Republika Ludowa (wschodnia Mongolia Wewnętrzna, Jilin i Liaoning).
- A. fortis fujianensis – południowo-wschodnia Chińska Republika Ludowa (północny Fujian).
- A. fortis michnoi – południowa Syberia i Rosyjski Daleki Wschód (Zabajkale, obszar rzeki Amur i północna część wyspy Sachalin), północna i północno-wschodnia Mongolia oraz północno-wschodnia Chińska Republika Ludowa (północna Mongolia Wewnętrzna i Heilongjiang).
- A. fortis uliginosus – Półwysep Koreański.

## Taksonomia
Gatunek po raz pierwszy zgodnie z zasadami nazewnictwa binominalnego opisał w 1889 roku rosyjski zoolog Eugen Büchner nadając mu nazwę Microtus fortis. Holotyp pochodził z lewego brzegu Huang He, w Mongolii Wewnętrznej, w Chińskiej Republice Ludowej. 
Według różnych autorów A. fortis należy do podrodzaju Alexandromys i grupy gatunkowej fortis. Morfologiczne dowody i wyniki analizy genów jądrowych (ale nie mtDNA) wskazują, że A. fortis tworzy grupę siostrzaną z A. sachalinensis. Skamieniałości plejstoceńskich norników z wysp Riukiu i Honsiu zostały zidentyfikowane jako przedstawiciele M. fortis, co wskazywałoby na większy zasięg występowania tych gryzoni w przeszłości. Autorzy Illustrated Checklist of the Mammals of the World uznają ten rozpoznają sześćpodgatunków.

### Etymologia
- Alexandromys: Boyd Alexander (1873–1910), oficer British Army, podróżnik  ornitolog[15]; gr. μυς mus, μυος muos „mysz”[16].
- fortis: łac. fortis „solidny, silny”[17].
- calamorum: łac. calamus „trzcina”, od gr. καλαμος kalamos „trzcina”[18].
- dolichocephalus: gr. δολιχος dolikhos „długi”[19]; -κεφαλος -kephalos „-głowy”, od κεφαλη kephalē „głowa”[20].
- fujianensis: Fujian, Chińska Republika Ludowa[15].
- michnoi: Petr Sawwicz Michno (1867–1638), rosyjski naukowiec, etnograf, inicjator i jeden z założycieli Kiachtyńskiego Muzeum Krajoznawczego[4].
- uliginosus: łac. uliginosus „bagnisty, bagienny”, od uligo, uliginis „wilgotność”[17].

## Morfologia
Długość ciała (bez ogona) 115–176 mm, długość ogona 35–75 mm, długość ucha 12–19 mm, długość tylnej stopy 18–26 mm; masa ciała 36–117 g. Głowa i górna część ciała są koloru ciemnoszarobrązowego, spód ciała jest srebrnobiały a ogon jest wyraźnie dwukolorowy, czarny u góry i białawy u dołu. Podeszwa stopy ma pięć opuszek kończynowych. Kość prącia jest duża (4,4–5,6 mm); jego podstawa jest szeroka, bliższa krawędź słabo zaokrąglona a podstawa ma szerokość 1,7–2,5 mm. Kariotyp wynosi 2n = 52 i FN = 64.

## Biologia
Występują na podmokłych śródleśnych łąkach, wybrzeżach jezior i cieków wodnych, gdzie występuje gęsta roślinność. W czasie wezbrań wód na wiosnę i we wczesnym lecie, lub przy nadmiernym rozroście populacji, mogą zajmować obszary rolnicze. Okres rozrodczy trwa od kwietnia do listopada. Ciąża trwa 20 dni, samica może rodzić młode w odstępie 40–45 dni. Samice osiągają dojrzałość płciową w wieku 3,5–4 miesięcy, samce nieco później.

## Populacja
Populacja nornika wschodniego jest duża, występuje on na znacznym terytorium, jednak może mu grozić utrata siedlisk wskutek suszy, pożarów i osuszania terenów wilgotnych, związanego z działalnością ludzką lub przyczynami naturalnymi. W ChRL i Rosji jest pospolity, w Mongolii ok. 14% zasięgu obejmują tereny chronione. Jest on uznawany za gatunek najmniejszej troski.